# Luchowka
Luchowka (russisch Лу́ховка) ist eine Siedlung städtischen Typs in der Republik Mordwinien in Russland mit 8639 Einwohnern (Stand 14. Oktober 2010).

## Geographie

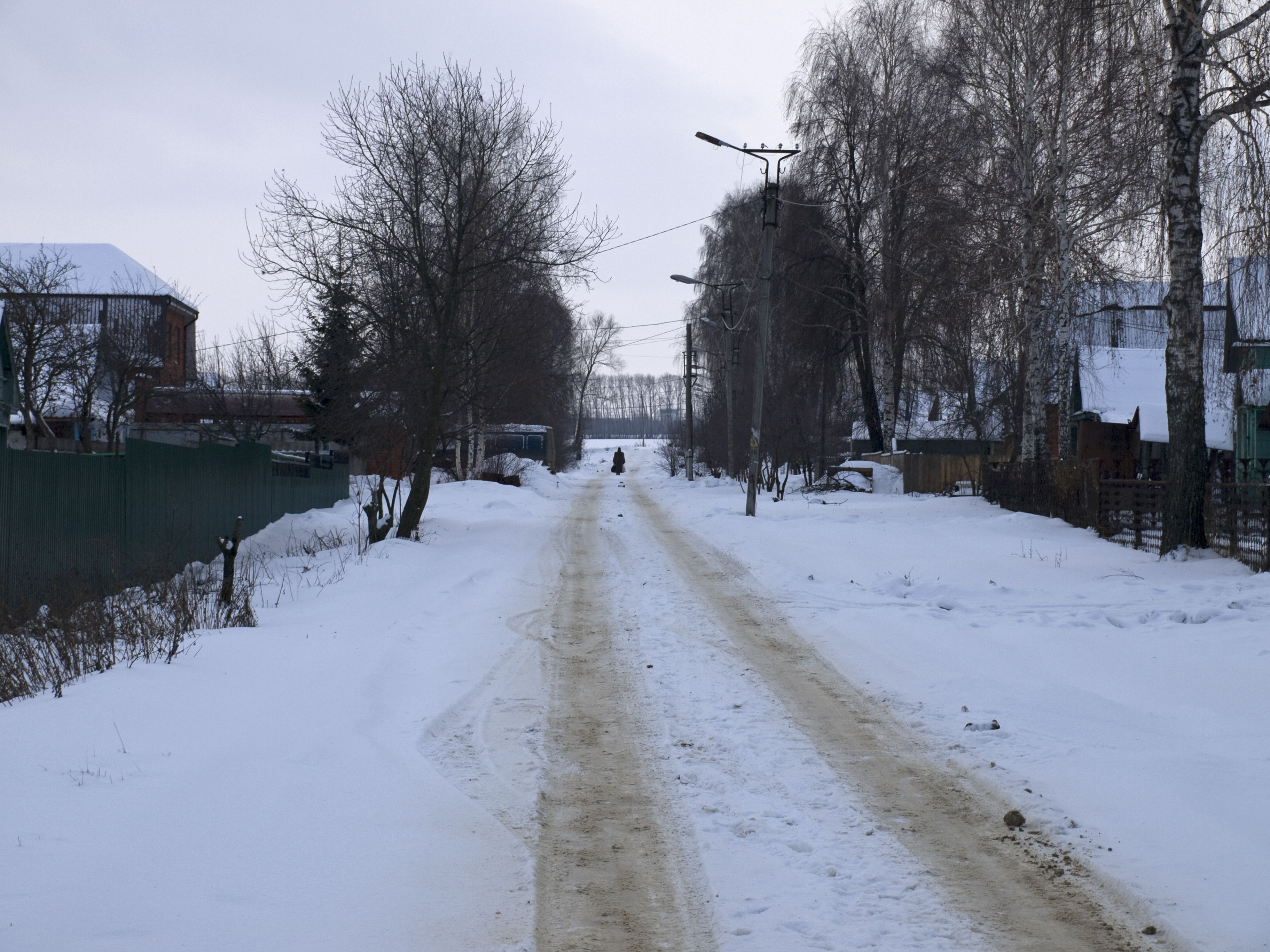
Straße in Luchowka

Die Ortsmitte des Vororts der Republikhauptstadt Saransk liegt etwa 6 km Luftlinie südöstlich des Stadtzentrums. Er erstreckt sich über etwa 6 km entlang des linken Ufers der Tawla, die in Saransk von rechts in den Insar mündet.
Luchowka gehört zum Stadtkreis Saransk. Es besitzt eine eigenständige Siedlungsverwaltung, der außerdem das in südlicher Richtung anschließende Dorf Kulikowka und das wenig nördlich, rechts der Tawla gelegene Makarowka unterstellt sind.

## Geschichte
Das zuvor unbedeutende Dorf Luchowka entwickelte sich ab den 1960er-Jahren zu einem Wohnvorort der Großstadt Saransk und erhielt 1969 den Status einer Siedlung städtischen Typs.

### Bevölkerungsentwicklung
| Jahr | Einwohner |
| ---- | --------- |
| 1970 | 5.047     |
| 1979 | 7.543     |
| 1989 | 10.017    |
| 2002 | 9.099     |
| 2010 | 8.639     |

Anmerkung: Volkszählungsdaten

## Verkehr
Am südwestlichen Rand von Luchowka verläuft die Regionalstraße 89K-11 in Richtung Kotschkurowo – Wojewodskoje – Grenze zur Oblast Pensa (dort weiter als 58K-168 über Lunino nach Pensa). Am nordwestlichen Rand der Siedlung wird sie kreuzungsfrei von der südöstlichen Umgehungsstraße um Saransk gekreuzt. Luchowka ist an das Saransker Stadtbusnetz angeschlossen.
Der nächstgelegene Bahnhof ist ebenfalls Saransk an der Strecke Rusajewka – Krasny Usel – Kanasch. Etwa 2,5 km südwestlich von Luchowka befindet sich der Flughafen Saransk.